# فرانتیشک فدران
فرانتیشک فدران (چکی: František Fadrhonc; ۱۸ دسامبر ۱۹۱۴ – ۹ اکتبر ۱۹۸۱) بازیکن و مربی فوتبال اهل چکسلواکی بود.